# أنخيل غريبا
أنخيل غريبا (بالإسبانية: Ángel Grippa)‏ لاعب كرة قدم أرجنتيني راحل كان يجيد اللعب في خط حراسة المرمى.
لعب طوال مسيرته الرياضية في نادي ألسينا.
شارك مع منتخب الأرجنتين في بطولة كأس العالم 1934 في إيطاليا حيث خرج من الدور الثمن النهائي.

## وصلات خارجية
- أنخيل غريبا على موقع الاتحاد الدولي (مؤرشف)  (الإنجليزية)
- أنخيل غريبا على موقع Soccerway.com (الإنجليزية)
- أنخيل غريبا على موقع عالم كرة القدم.نت (الإنجليزية)
- هذا سيرة ذاتية